# Rosita (pel·lícula)

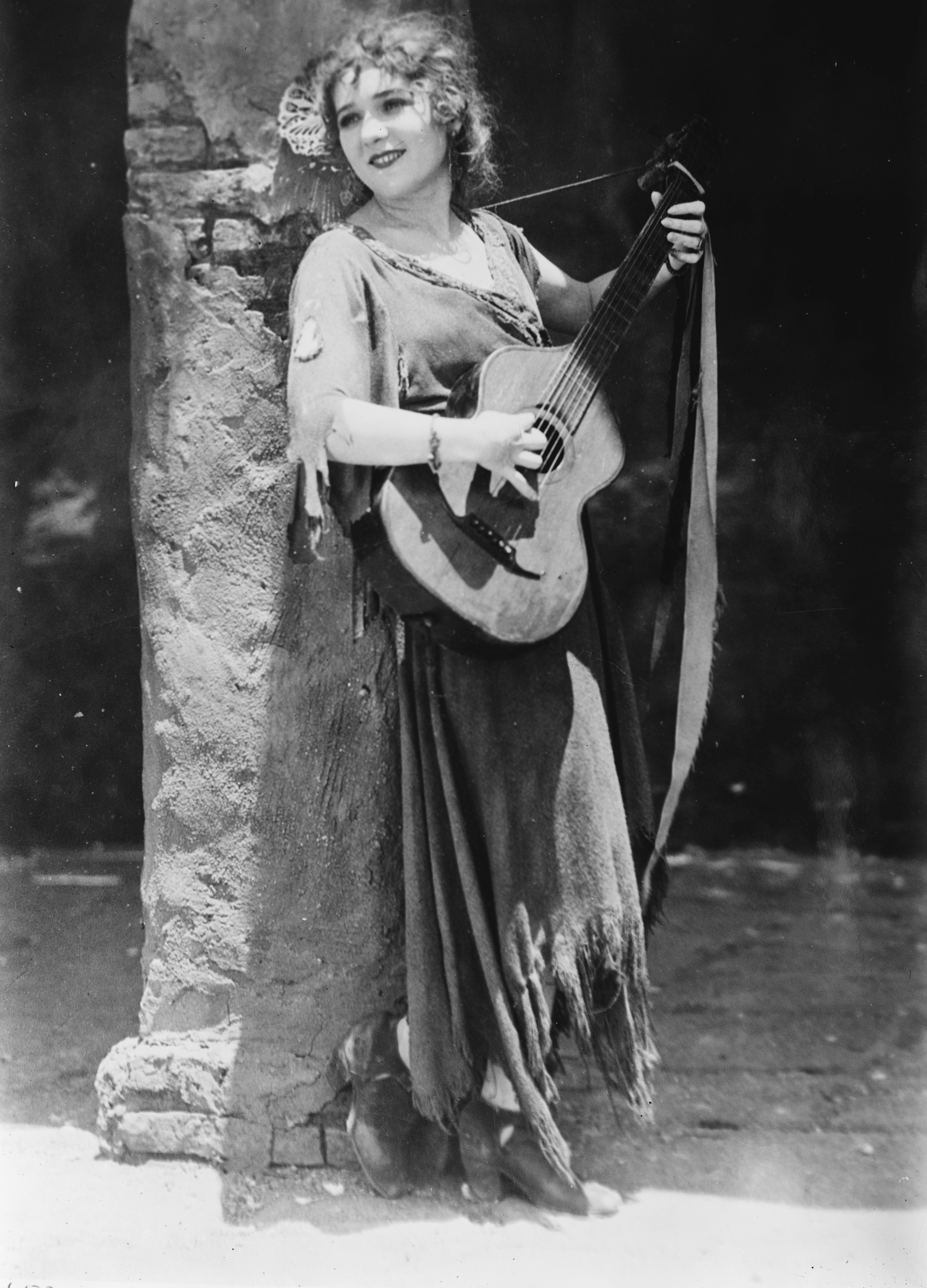
Retrat de Mary Pickford per a la promoció de la pel·lícula

Rosita és la primera pel·lícula que Ernst Lubitsch va rodar als Estats Units. Protagonitzada per Mary Pickford, està basada en l'opera “Don César de Bazán” d'Adolphe d'Ennery i Phillipe Dumanoir. Es va estrenar el 3 de setembre de 1923.

## Argument
El rei d'Espanya s'enamora de Rosita, una noia que canta pels carrers de Sevilla. Ella al seu torn estima Don Diego, un noble sense una moneda a la butxaca que la defensa quan els guàrdies l'aturen per cantar una cançó que critica el rei. Rosita i Don Diego són empresonats. Don Diego és condemnat a mort i Rosita és portada a palau i temptada amb regals de roba i una luxosa vil·la. El rei arregla un matrimoni entre Rosita i Don Diego, que ignoren les intencions del rei de fer de Rosita una comtessa per a que immediatament quedi vídua. La reina salva la vida de Don Diego posant cartutxos de fogueig en les escopetes del l'escamot d'execució. Don Diego, que es fa el mort, és portat a la vil·la de Rosita. Diego aconsegueix el perdó reial salvant el rei just en el moment que Rosita es disposa a apunyalar-lo.

## Repartiment
- Mary Pickford (Rosita)
- Holbrook Blinn (el rei)
- Irene Rich (la reina)
- George Walsh (Don Diego)
- Charles Belcher (primer ministre)
- Frank Leigh (comandant de la presó)
- Mathilde Comont (mare de Rosita)
- George Periolat (pare de Rosita)
- Bert Sprotte (carceller)
- Snitz Edwards (carceller)
- Madame De Bodamere (criada)
- Philippe De Lacy (germà de Rosita)
- Donald McAlpin (germà de Rosita)
- Doreen Turner (germana de Rosita)
- Mario Carillo (majordom)
- Charles Farrell (no surt als crèdits)

## Producció
El 1922, la United Artists no havia aconseguit obtenir grans beneficis tot i l'èxit de pel·lícues com Lliris trencats,(1919) Little Lord Fauntleroy (1921) o Robin Hood (1922). Pickford frisava per estrenar una pel·lícula que reportés bons beneficis i que a ella li permetés sortir de l'encasellament de noia ingènua. Adonant-se de l'èxit que havien tingut pel·lícules d'ambientació històrica com When Knighthood Was in Flower, va decidir fer una pel·lícula basada en la novel·la "Dorothy Vernon" (1902) de Haddon Hall. Com a director va escollir Lubitsch que havia excel·lit a Alemanya amb altres pel·lícules del mateix tipus. Lubitsch va arribar als Estats Units l'octubre del 1922 i després de la primera entrevista va decidir que ell no faria aquella pel·lícula, tot i que Pickford ja havia gastat 250.000 dòlars en la seva preparació. Finalment van decidir filmar una adaptació de l'òpera Don César de Bazan canviant-li el títol pel de Rosita. L'actriu va quedar molt descontenta del resultat i va prohibir que fos restaurat mentre va ser en vida. La principal raó de la poca estima per aquesta pel·lícula sembla que és que no li va agradar gens la manera de treballar del director. Tot i que inicialment havia estat contractat per fer 3 pel·lícules, no van tornar a coincidir mai més.